# Lautoka
Lautoka è una città di Figi.
Seconda città del Paese per numero d'abitanti (71500 al 2017), si trova nella parte occidentale dell'isola di Viti Levu, 24 km a nord di Nadi.
È il più importante porto commerciale figiano dopo Suva.
Per la produzione di canna da zucchero è anche soprannominata Sugar City.